# Kína turizmusa

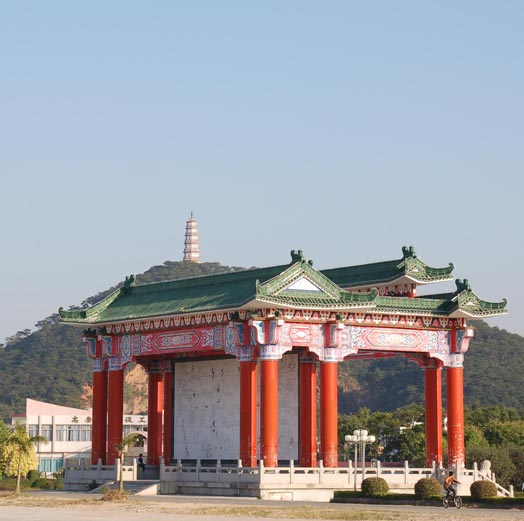
Kínai pagoda

Kína turizmusa a világ turizmusában meghatározó. A turistaérkezések száma 2005-ben a negyedik, a bevételeket számítva a hatodik volt a világban. A 21. században a legdinamikusabb fejlődést is ez a kelet-ázsiai ország produkálta, de még jelentős a további kihasználatlan utazási potenciálja adja.
A történelmi Kína mintegy másfél évszázados társadalmi, gazdasági hanyatlás után, óriási népessége és gyors fejlődése révén, ma ismét politikai és katonai világhatalomnak számít, s gazdasági téren is a világ élvonalába került.
A legfőbb vonzerők, a több ezer éves civilizáció fennmaradt emlékeihez (pl. kínai nagy fal) és vallási építményeihez kötődnek, de a mai kultúrának (opera, tánc, színház) is fontos szerepe van a turizmusban. A természet táji szépségeiben (hegyvidéki tájak, egzotikus élővilág) van jelen. Speciális vonzerőt jelent a 21. század technikája és építészete. Nem utolsósorban fontos vonzerővel bír a gasztronómiája is.

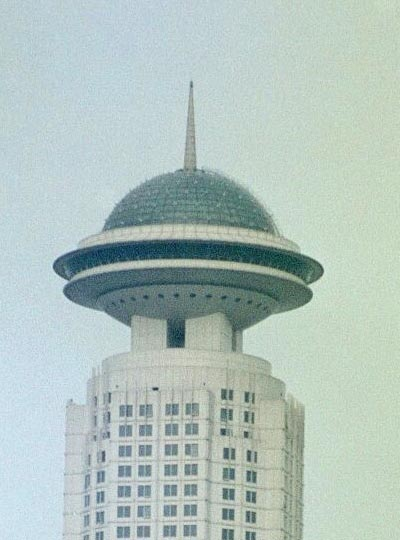
Hotel Sanghajban

## Általában a kínai turizmusról

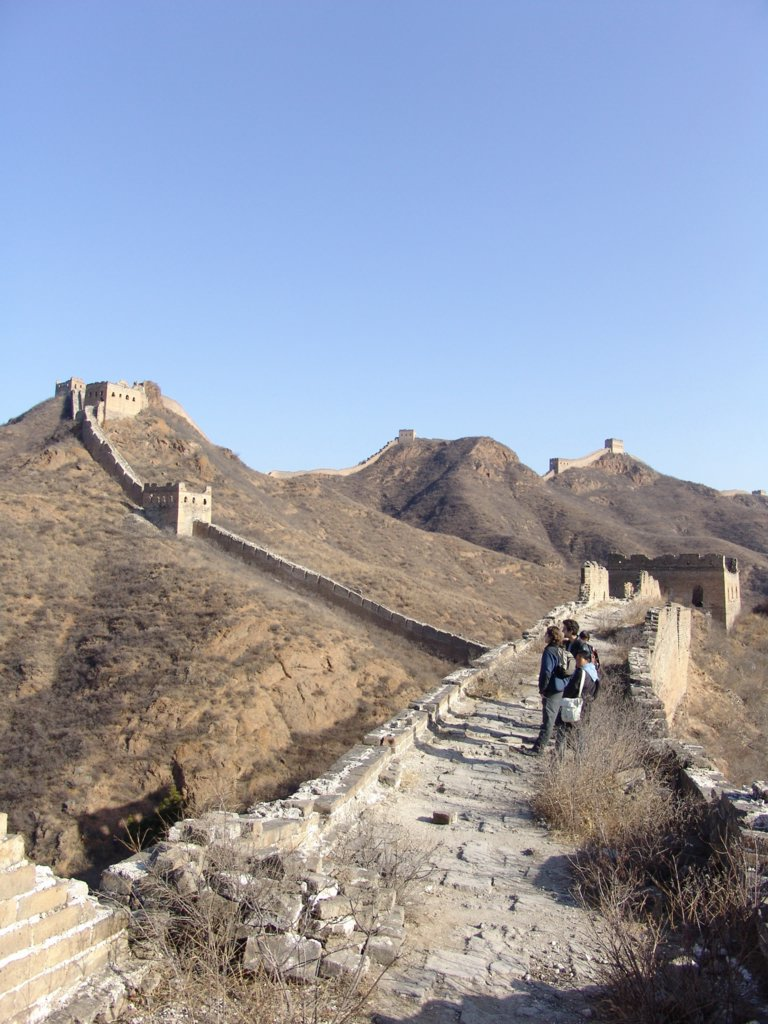
A kínai nagy fal nem rekonstruált részlete

Kína kínai írásjelekkel írva

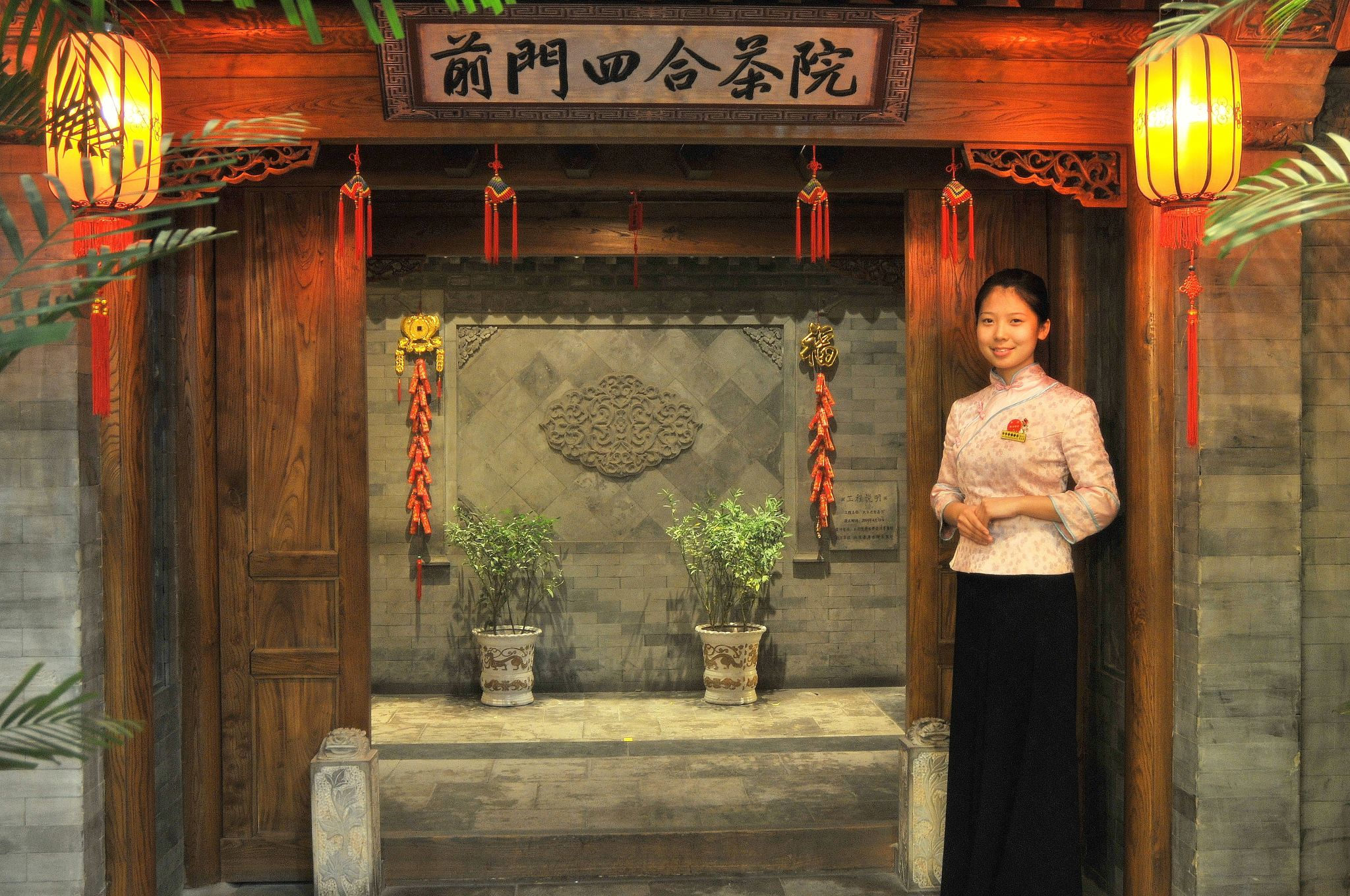
Teaház Pekingben

A világ legnépesebb országának európai méretű területe rendkívül változatos természeti adottságokkal bír. Délnyugati peremén emelkedik Földünk legmagasabb hegysége, a Himalája. Ettől északra terül el a világ legmagasabban fekvő fennsíkja, Tibet. Szintén Belső-Ázsiában húzódik Földünk legnagyobb sivatagi területe, a Takla-Makán. Ebben az országban található a Föld legnagyobb löszvidéke, Sanhszi, Senhszi, Kanszu;, és az egyik legjelentősebb trópusi karsztvidéke, Jünnan és Kuanghszi-Csuang Autonóm Terület, látványos formakincsével. A Szecsuani-medence vörös homokköve és vörös színű talajai, valamint a tengerparttal párhuzamosan futó 2-3000 méter magas hegyvonulatok dús növényzetükkel is kiemelkedő látványértéket jelentenek.
A kínai turizmus legfőbb vonzerejét a kultúrtörténeti emlékek jelentik, hiszen Kína 4000 éves folyamatos államisággal rendelkező ország. Az ipari forradalomig a világ legfejlettebb országai közé tartozott. A 19. század közepétől félgyarmati helyzetbe került, majd a második világháborút követő polgárháború után jött létre a szocialista Kína. Ugyanakkor Tajvan szigetén kikiáltották a Kínai Köztársaságot, amely a tőkés gazdasági mechanizmus szerint fejlődött. A kommunista diktatúra csak Mao Ce-tung halála után, 1976 után enyhült. Teng Hsziao-ping vezetésével 1978-ban indult meg a modernizáció. 1997-ben a brit fennhatóság alatt álló Hongkong, majd 1999-ben a volt portugál gyarmat, Makaó visszakerült, de különleges közigazgatási területként megtarthatták tőkés rendszerüket. Tajvan, melyet a kommunista párt által irányított kormány az ország egyik tartományának tekint, óriási fejlődést mutatott a nyitás óta. Hatásai a turizmusban is jól érződnek.
„A nyitás és a reform” előtt Kína gyakorlatilag zárva volt a külföldi turisták előtt, és a kínai állampolgárok többsége sem utazhatott külföldre. A jelenlegi politikai vezetés támogatja a turizmus fejlesztését, de jelentősen beszabályozza. A turizmuspolitika célja a beutazóturizmus aktív, a belföldi turizmus erőteljes, a kiutazóturizmus megfelelő fejlesztése. A nyitásnak köszönhetően a beutazóturizmus aránya a kilencvenes években kétszer akkora volt, mint a világátlag. A legtöbb turista Hongkongból, Makaóból és Tajvanról érkezik. A kínai statisztika ezt természetesen belföldi turizmusként kezeli. A tényleges külföldi országoknak minősülő küldő országok Japán, Dél-Korea, Oroszország és az USA.
A Kínába érkező turisták egyelőre többnyire csoportosan, utazási irodák szervezésében érkeznek. A nyelvi nehézségek, a kulturális különbségek, s főként a kevésbé frekventált országrészekben még erősen hiányos infrastruktúra miatt helyi idegenvezető nélkül nehéz boldogulni. Az országnak nagy kihívás volt a 2008. évi pekingi olimpia megrendezése.[forrás?] A legtöbb küldőország eltérő kultúrája miatt aggódtak a helyi szakemberek. Törvényekkel és egyéb motivációkkal igyekeztek a megszokott hagyományokat illeszteni a nyugati normákhoz. Például száműzték a Kínában teljesen elfogadott és megszokott utcai köpködést a legfontosabb olimpiai helyszínek közeléből.[forrás?]
A belföldi turizmus a kilencvenes években még a nemzetközi beutazóturizmushoz képest is rendkívül gyors mértékben növekedett.
Ezenkívül az egész országban vonzerőt jelent a híres kínai konyha, melynek négy fő változatát szokták megkülönböztetni (santungi, szecsuani, csiangszu-csöcsiangi és kuangtungi). Az egyedülálló kínai opera, zene, tánc és népművészet, a nagyvárosok szintén kiemelkedő vonzerők. Az egész évben megrendezett fesztiválok (Nemzetközi Papírsárkány Fesztivál Vejfangban, a Bazsarózsa Vásár Lojangban, a Jég és Hófesztivál Harbinban vagy a Lampionünnep Cekungban) ugyancsak jelentős látványosságok.
Óriási tartalékok rejlenek a kiutazó turizmusban, amely egyelőre államilag, erősen szabályozott terület. Indoka a kínai lakosság elvándorlásának megakadályozása, a hazai turizmus védelme és a külföldi valuta kiáramlásának korlátozása.

## Főbb turisztikai régiók

### Északkelet-Kína

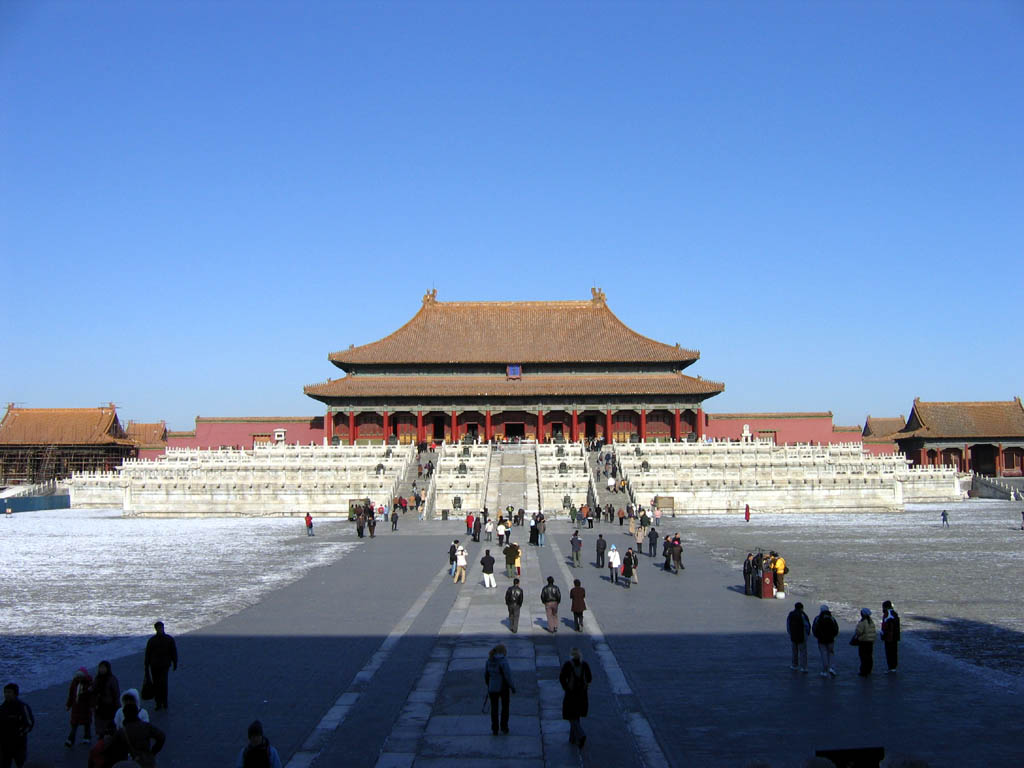
A Tiltott Város Pekingben

A kínai utazások központjában általában Peking, az ország fővárosa áll. Legfontosabb vonzerők a városban: a Tiltott Város, a Császári palota, a Ming és Csing-dinasztiák pompás kertjei. A főváros üzleti és konferenciaturizmusa, illetve kulturális vonzereje egyaránt kiemelkedő. A várostól északnyugatra helyezkedik el a Nagy Fal, Kína egyik turisztikai jelképe. Pataling városnál építették ki a legjobban a turisták számára. A 6400 km hosszú fal, az egyetlen emberi alkotás amely – Neil Armstrong amerikai űrhajós szerint – a Holdról is látható. Pekingtől délnyugatra emelkedik a Taj-san a kínaiak szent hegye Konfuciusz templomával. Mindhárom vonzerő (Peking, a Nagy Fal és a Tien-san) a világörökség része. Pekingtől északra a Nagy Hszinganban a vadászturizmus jelentős, Harginban kiépítették a síturizmust.

### Belső-Kína

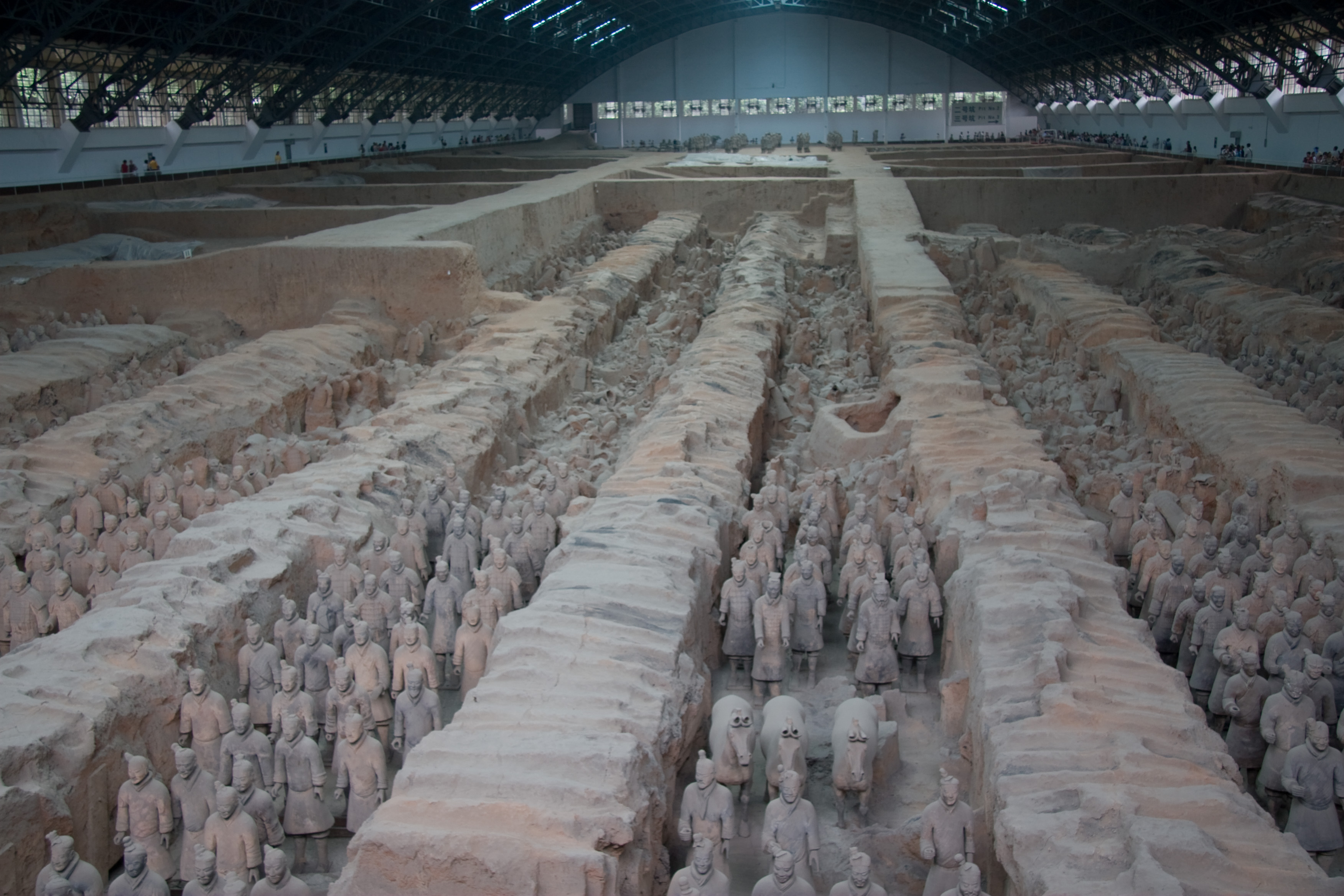
A világhíres agyaghadsereg

Belső-Kína legfontosabb vonzereje Hszian, ahol az első Csin uralkodó síremléke található, a világhíres terrakotta agyaghadsereggel. A több ezer szobor a kor hadseregének teljes keresztmetszetét adja. Szecsuan tartomány északnyugati részén húzódó Min hegység déli lejtőjén fekszik a Huang-hung völgy ahol több, mint ezer kisebb nagyobb tó alakult ki mésztufagátak képződésével. „A Sárga sárkány földje” különleges természeti értéket képvisel és a világörökség része. A mészkő terasz mélyedéseiben élő algák, baktériumok, illetve más élőlények különböző színárnyalatokkal festik meg a vízfelszínt.

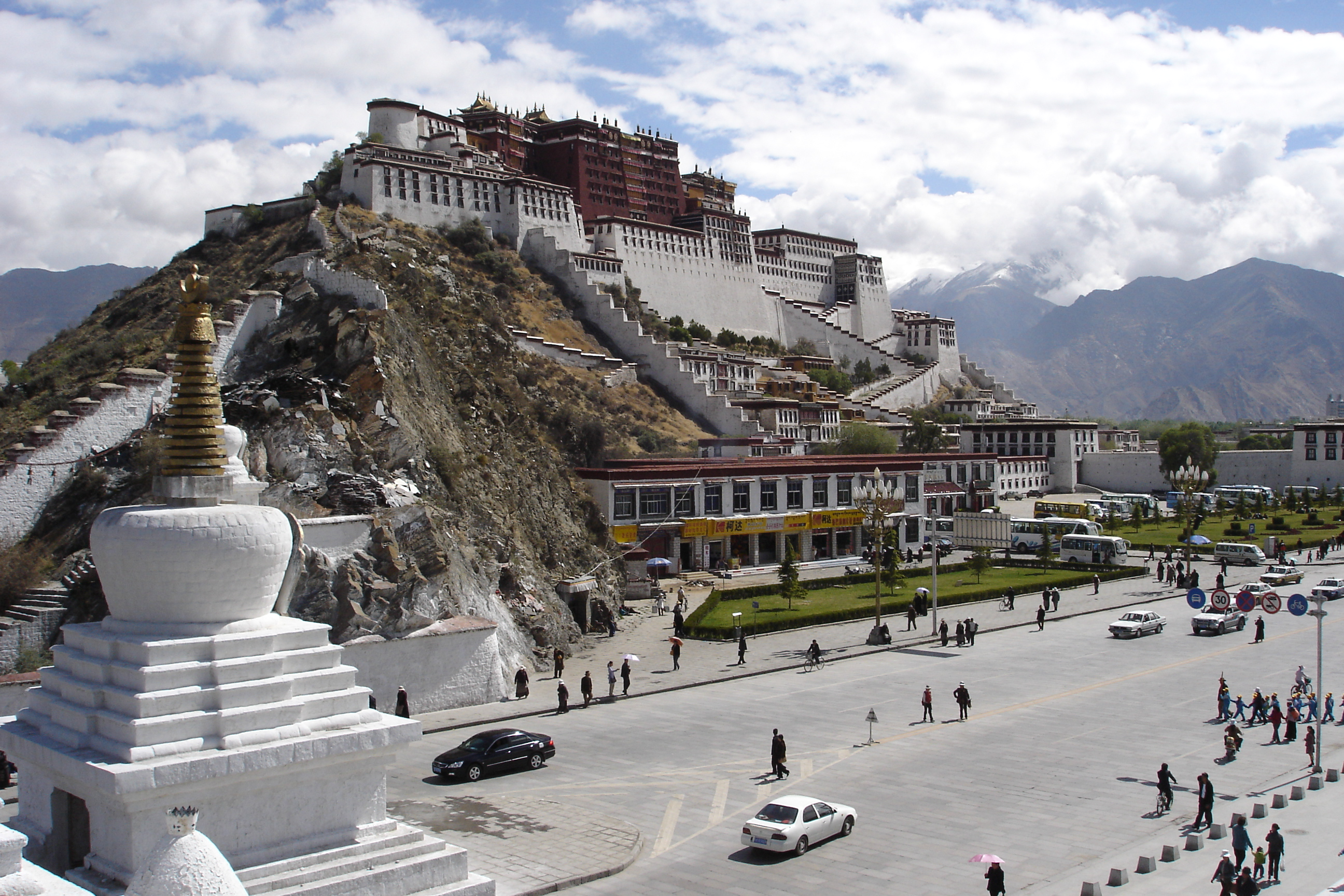
A Potala-palota Tibetben

A távoli Tibet 3700 méter magas fennsíkján a legismertebb vonzerő Lhászában a Potala-palota, amely a dalai lámák székhelye volt a 7. századtól - 1959-ig, amikor a XIV. Dalai Láma menekülni kényszerült a kommunista diktatúra elől. A Potala a tibeti buddhizmus és Tibet függetlenségi törekvésének szimbóluma. Szerveznek túrákat az ősi selyemút mentén is, aminek kiemelkedő állomása a Takla-Makán sivatag szélén található Makao-barlangok. A 492 buddhista templomból álló műemlékegyüttes szobrairól és falfestményeiről híres.

### Dél-Kína
A legfontosabb dél-kínai látnivalók a dinamikusan fejlődő gazdaság központi nagyvárosai. Sanghaj, Kuangcsou valamint a visszakerült Hongkong és Makaó. Mindenekelőtt kulturális, üzleti és konferenciaturizmusuk emelkedik ki. Jelentős a szocialista Kína és a kapitalista volt városállamok közötti rokonlátogató turizmus. Dél-Kína világhíres természeti vonzereje a Jünnan, Kujcsu és a Kuangszhi tartományokban lévő fennsíkon kialakult karsztvidék. A trópusi karsztosodás folyamatai a legkülönbözőbb formákat alkották (kőerdők, barlangok, torony és kúpkarsztok), amelyek Földünk legértékesebb karsztjai közé tartoznak.

### Hongkong

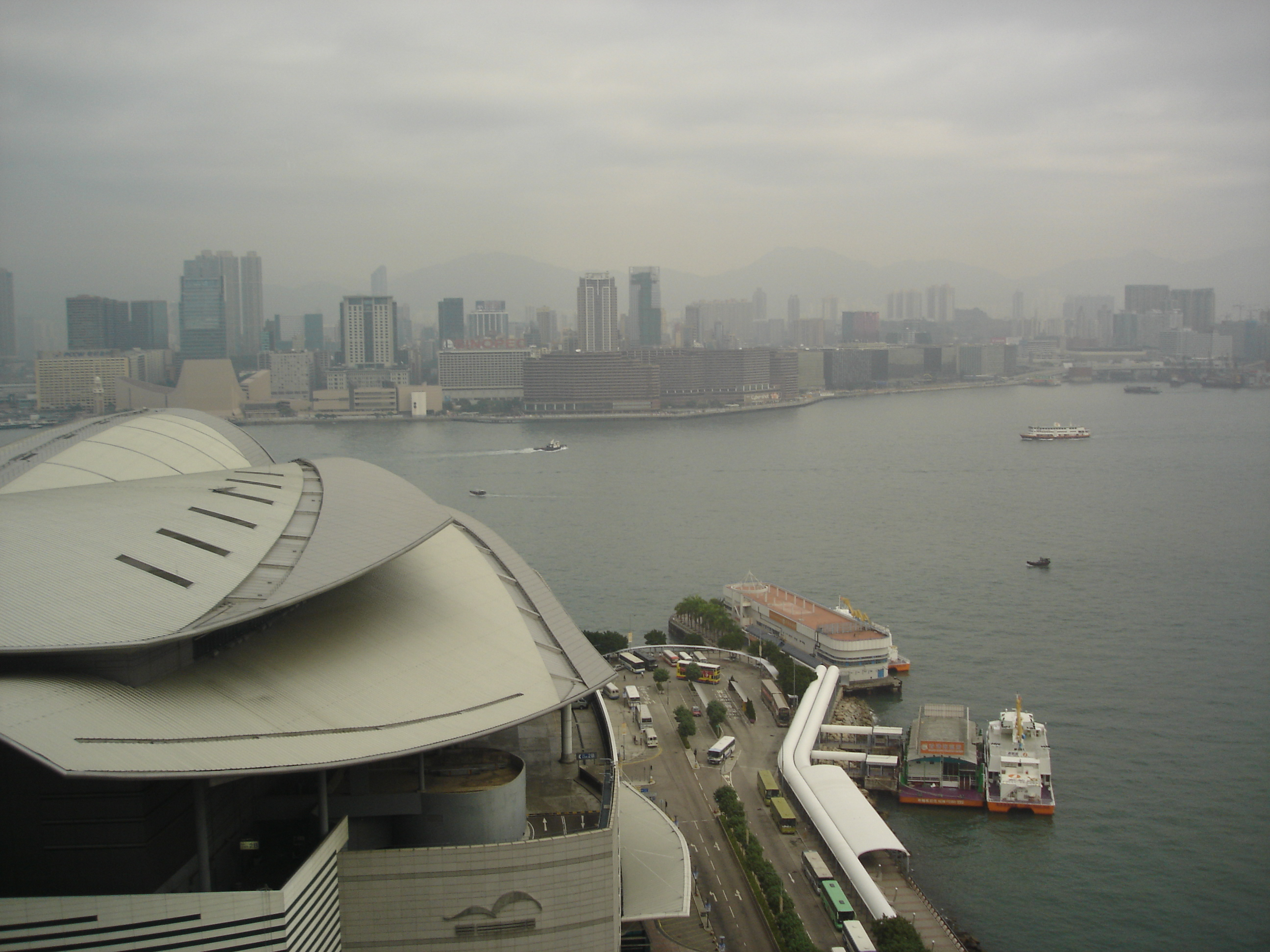
Konvenciók és Exhibició (Hongkong)

Sokáig az 1990-es évek előtt Kínának ez volt az egyetlen elérhető része turisták számára. 1997-es visszaadása után sokan azért látogattak ide, hogy meggyőződjenek, miként változott Ázsia egyik legfontosabb pénzügyi központjának az élete. Ez az 1068 km²-es város a Kaulung-félszigeten és az azt övező 235 szigeten terül el. A hagyomány és az ultramodern stílus keveréke jellemző rá. Az átlag turista három napot tölt el itt. A látványosságokhoz ugyanúgy hozzátartoznak a modern felhőkarcolók, mint a környező szigetek évtizedek óta változatlan halászfalui, az otthont adó csónakvárosok, a cölöpökre épült Hongkong „Velencéje”. Az 1868-ban üzembe helyezett sikló 550 méteren lévő kilátójából felejthetetlen kilátás nyílik erre a felfelé törekvő városra.
Az éjszakai élet központja a La Kwai Fong negyed, ahol bárok, klubok, angol pubok, német kocsmák találhatóak. A vendégek többsége az utcán vár állva, hogy ülőhelyet kapjon.
A városban 35 000 hotelszoba áll rendelkezésre. A gasztronómiai választék nemzetközi. A kínai konyha vitatott alapanyaga a kutyahús, amelyet a hónap végén fogyasztanak, hogy lezárja az eltelt hónapot és gondoskodjon a következő időszak sikeréről.[forrás?]
A hongkongiak nagyon babonásak. Itt kerülni kell a fehér öltözetet, mert az itt a halált jelenti. Egy kosár narancs vagy termő narancsfa viszont szerencsejelnek számít. Ha ajándékot viszünk, azt piros papírba kell csomagolni. Ez azt jelenti, hogy nincs átok az ottléten.[forrás?]

### Makaó

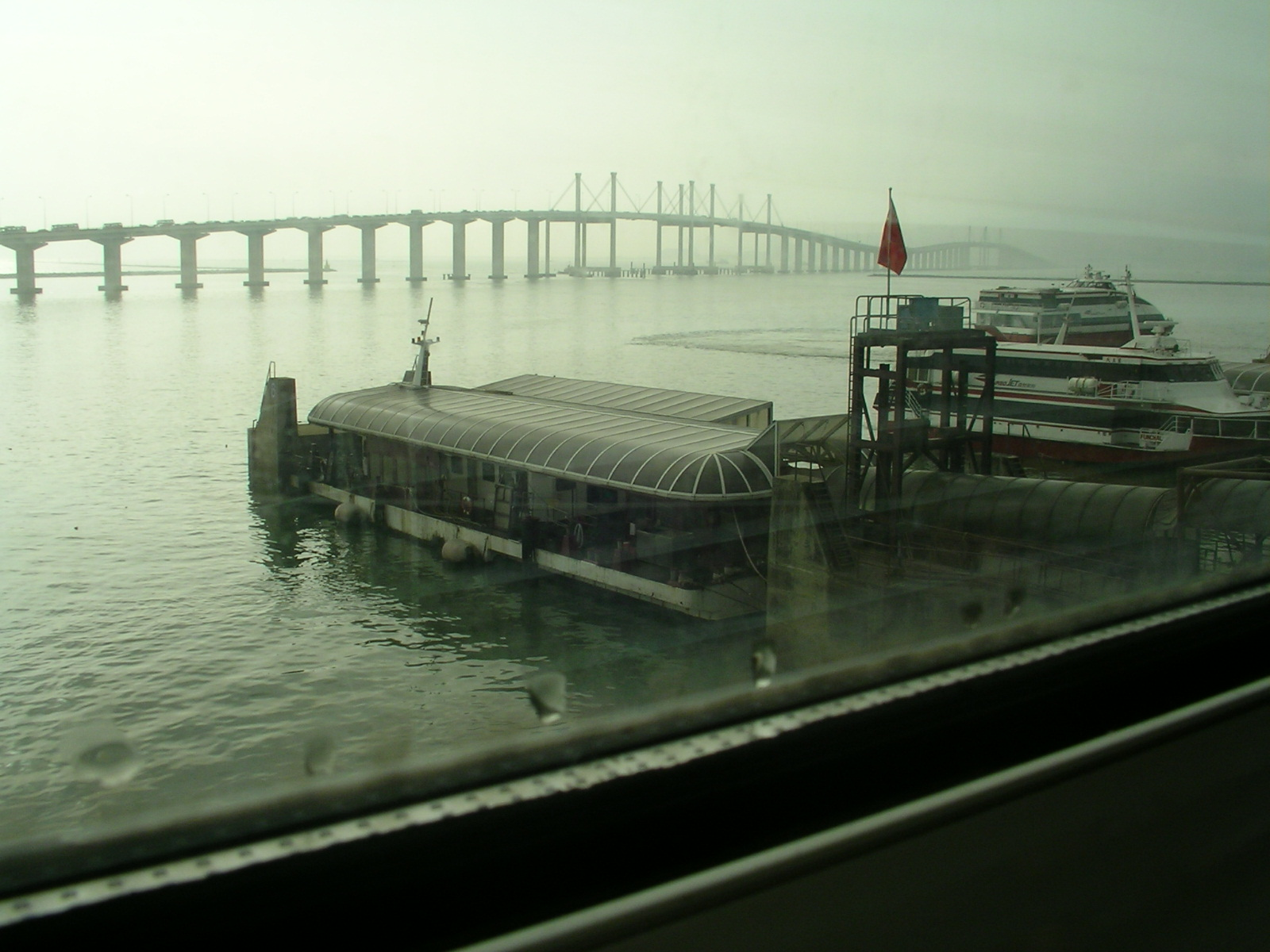
Tengeri helikopter és kishajó kikötő Makaón

A 412 000 lakosú Makaó az egy lakosra jutó turistaérkezések számában a ranglista második helyét foglalja el 14,22 fővel. A 2000-es évek elején az turistaérkezések száma folyamatosan nőtt.
A turizmus a város életében a világon egyedülálló szerepet játszik, 1996-ban például 8 millió turistát fogadott. Többségük Hongkongból érkezett, de nagyon sokan jönnek Tajvanról, Japánból és a világ más országaiból is. A turisták túlnyomó többségét a szerencsejátékok vonzzák. A szerencsejáték gazdasági súlyát érzékelteti, hogy a GDP mintegy negyedét adja, az idegenforgalmi bevételének 67%-át, és adójából származik a költségvetés bevételének mintegy fele. Ennek alapján joggal nevezik a „Kelet Monte-Carlójának”.[forrás?]
A több mint négyszáz év alatt létrehozott kulturális örökség, a törvénnyel is védett műemlékek (számos régi, szép épület esett már áldozatul a hongkongihoz hasonló felhőkarcolók építésének), a lóverseny, kutyafuttatás mellett fontos szerepük van az évente megrendezett nagy eseményeknek: a sárkányhajóversenynek, a nemzetközi zenei fesztiválnak, a tűzijáték-fesztiválnak és a város utcáin zajló Formula–3-as autóversenynek.

### Tajvan
A Kínai Népköztársaság által el nem ismert, de valójában önállóan fejlődő Tajvan (Kínai Köztársaság) is népszerű látnivaló. A szigetország közel 4000 méteres hegységei, változatos növényzete, tengerpartja jelentős vonzerő. Legjelentősebb vonzereje a fővárosa Tajpej. A 101 emeletes Taipei 101 toronyház ötvözi a hagyományos formákat és a modern építészeti elemeket.

## Galéria

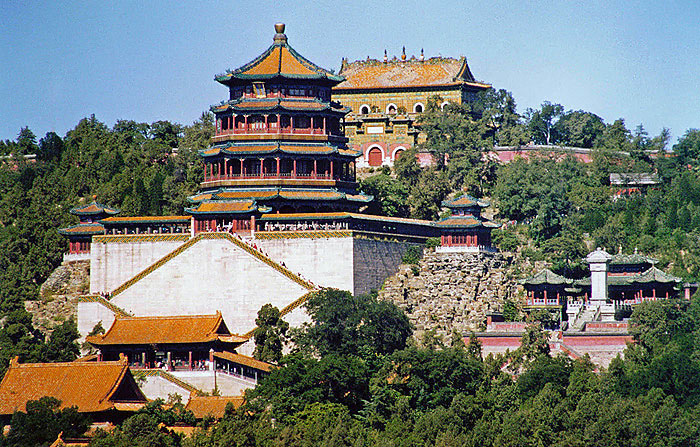
Nyári Palota, Peking
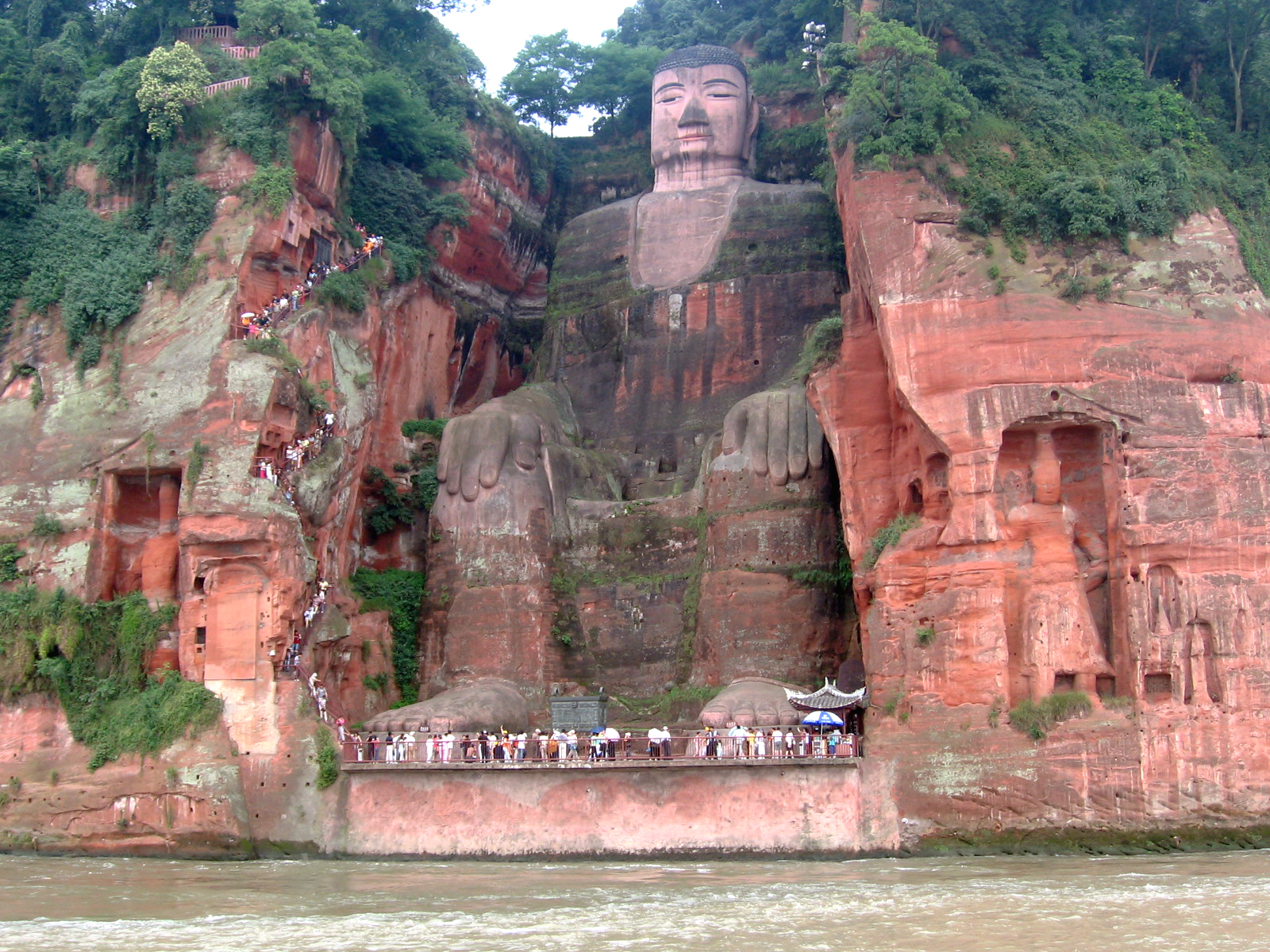
Lösani óriás Buddha (Leshan-i óriás Buddha)
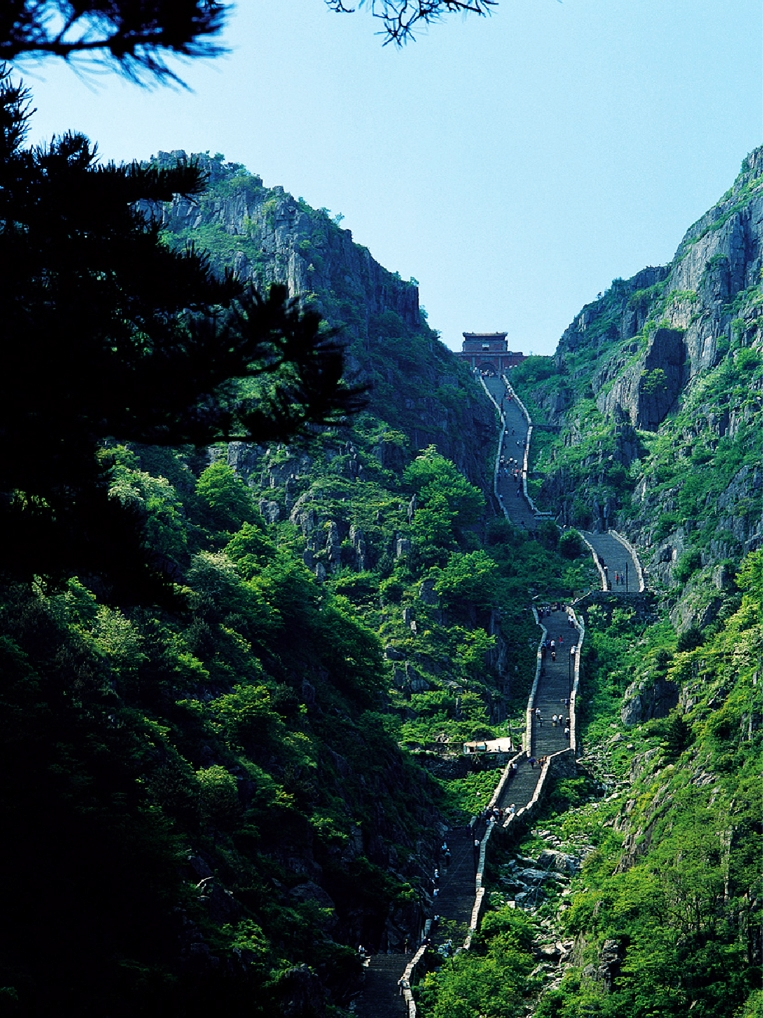
Taj-hegy (Tai-hegy)
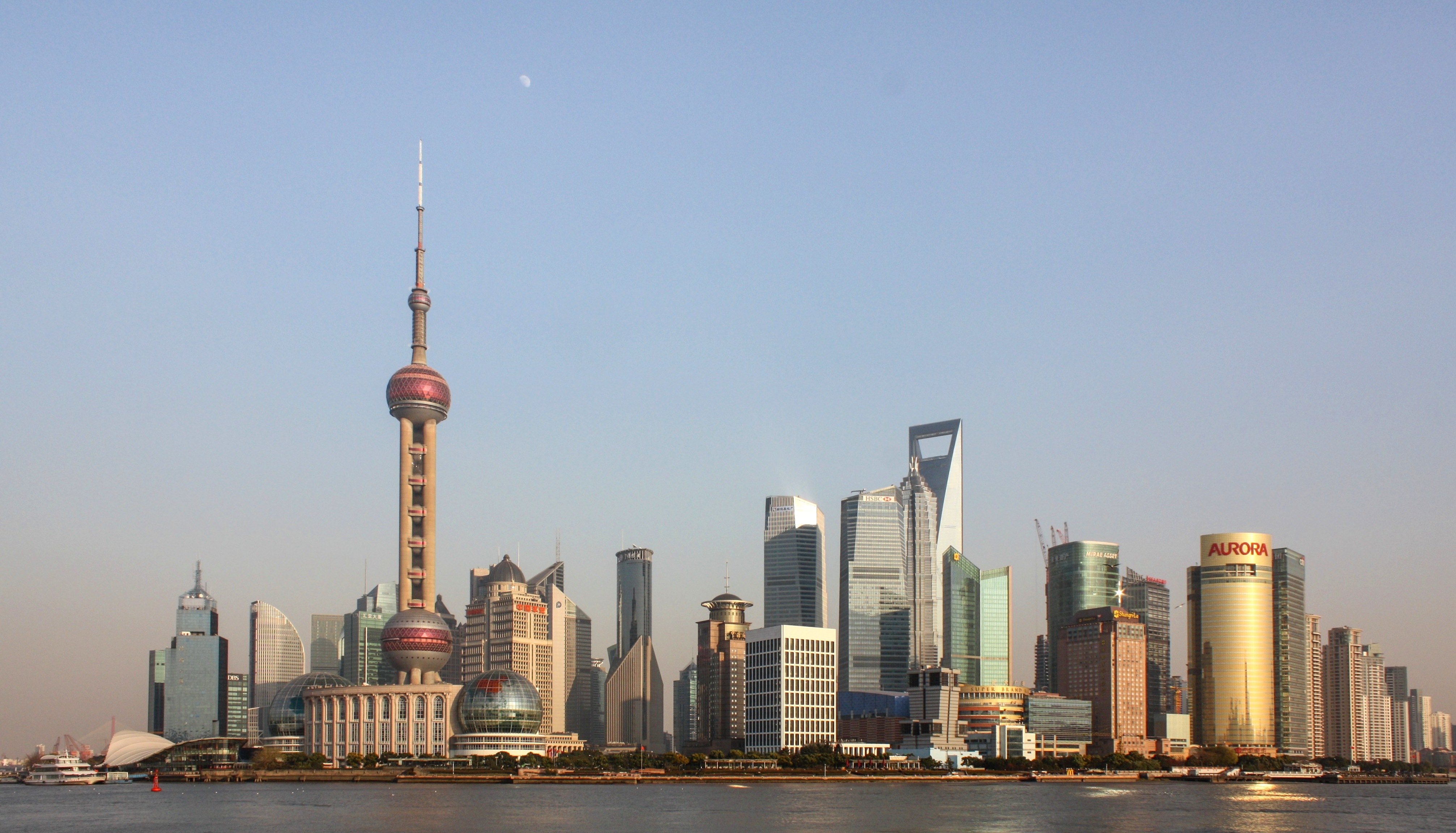
Sanghaj Putung városrésze
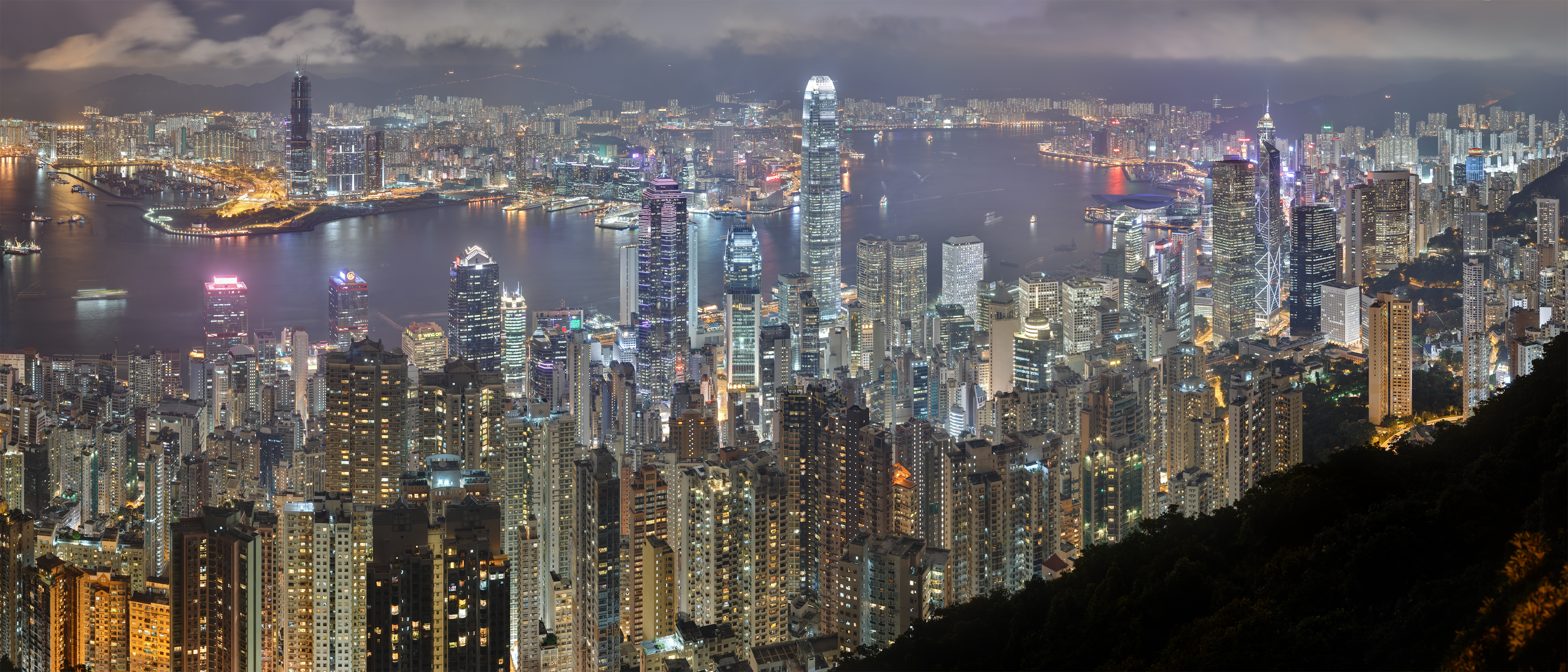
Hongkong
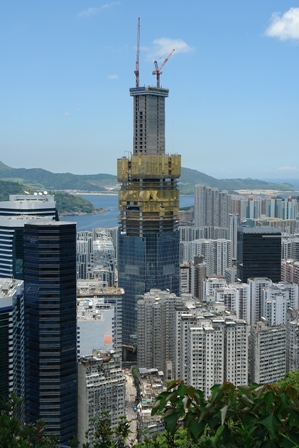
A mindig épülő város (Hongkong)
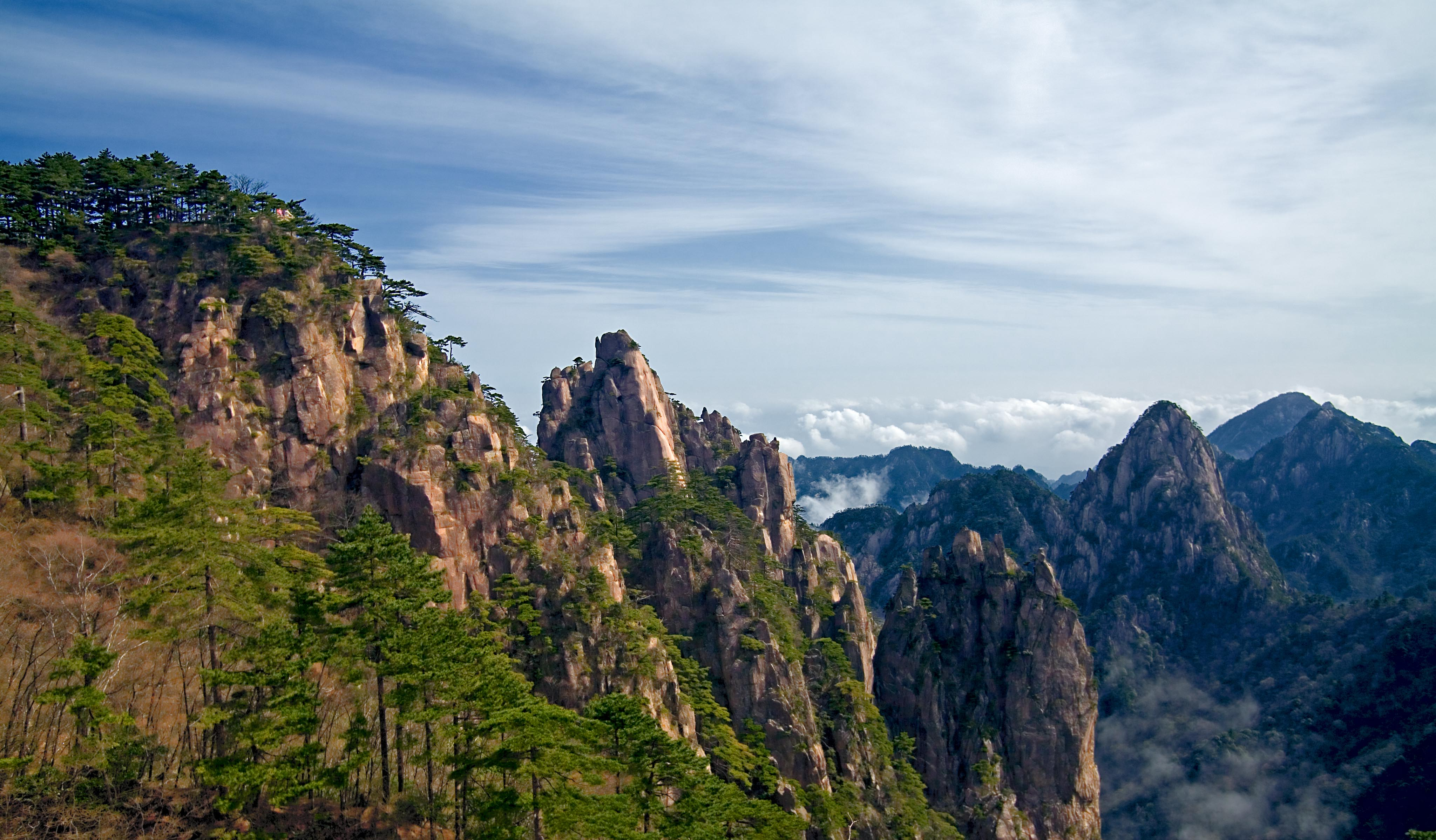
Huang-san (Huang-shan)
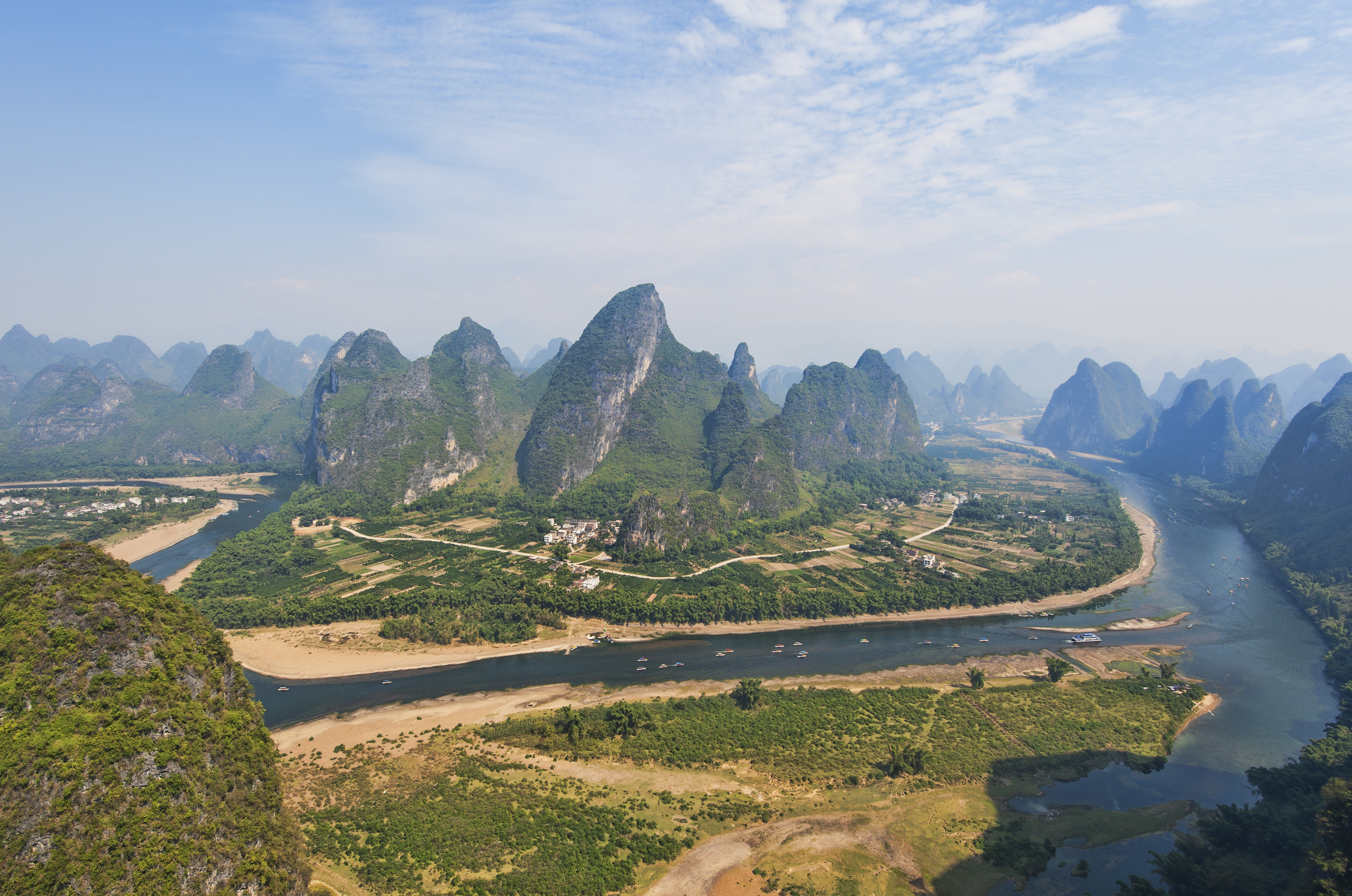
Kuanghszi (Guangxi) karszthegyei
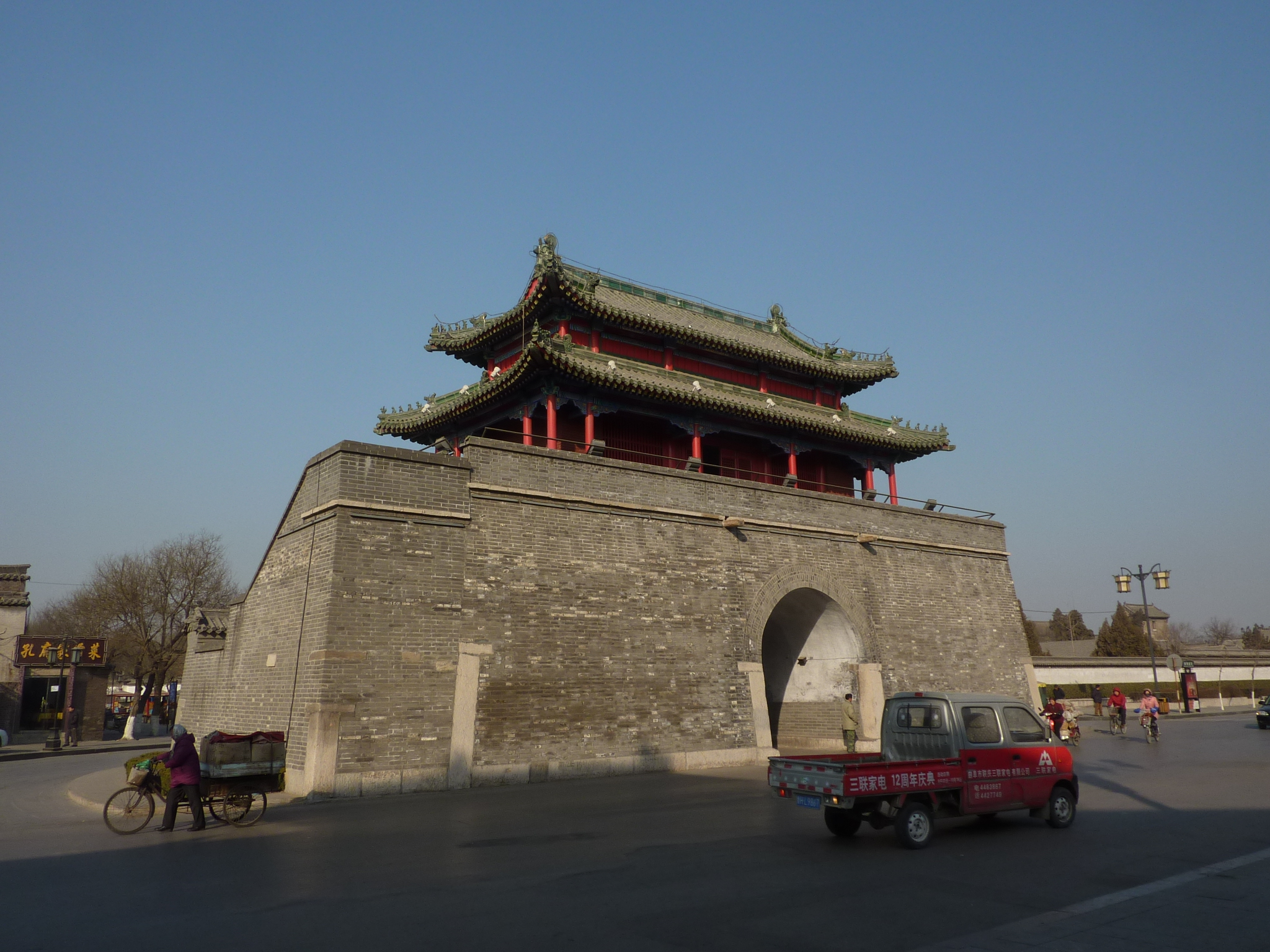
Csüfu (Qūfù) városa
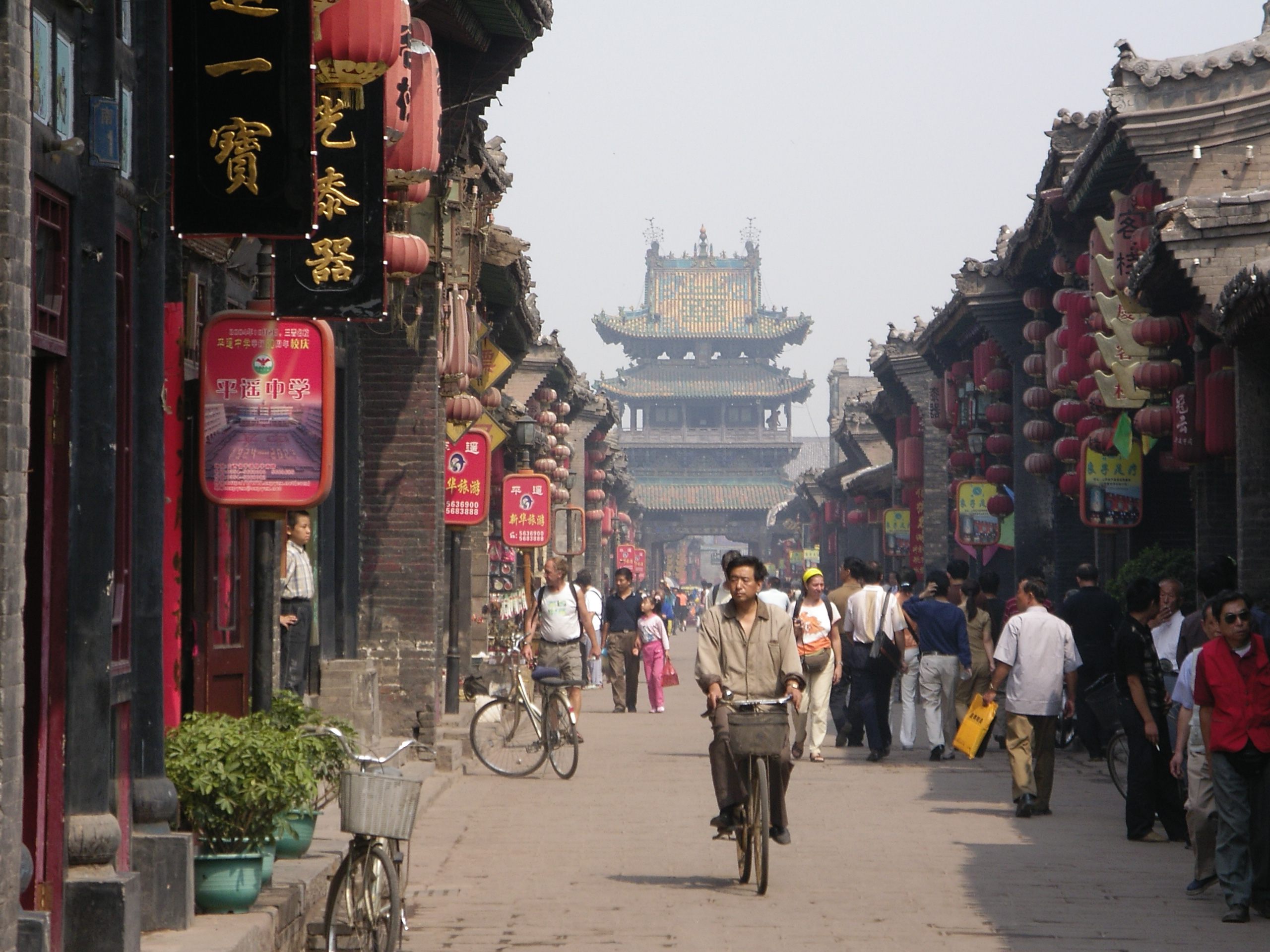
Pingjao (Pingyao) ősi városrésze, Sanhszi (Shanxi)
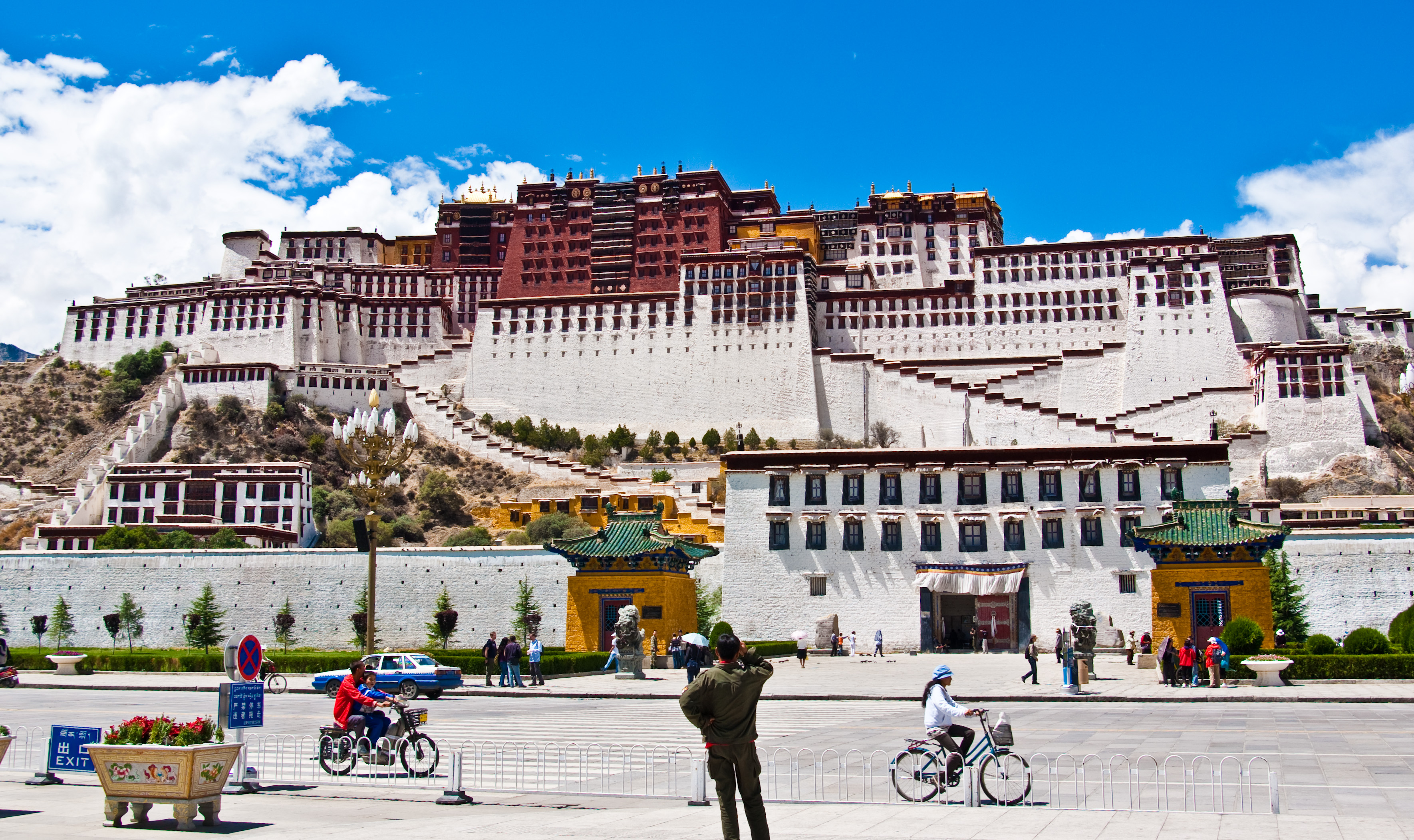
Potala palota